# پیر کارلو پادوان
پیر کارلو پادوان (انگلیسی: Pier Carlo Padoan؛ زادهٔ ۱۹ ژانویهٔ ۱۹۵۰) یک سیاست‌مدار اهل ایتالیا است.